# Audi A4

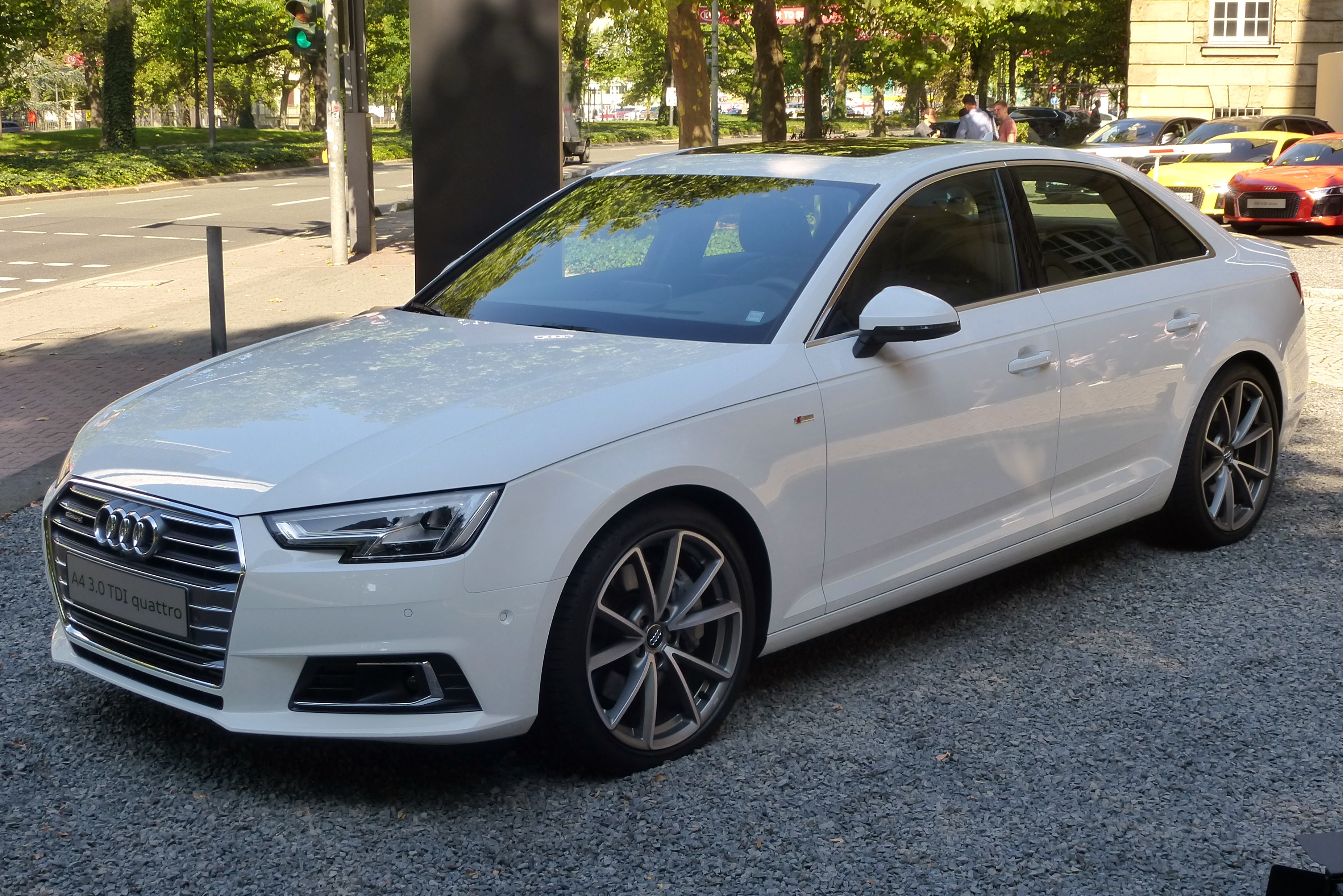
Audi A4 (B9). Den nyaste A4-modellen som också bygger vidare på Audis formspråk men nu i en ny tappning.

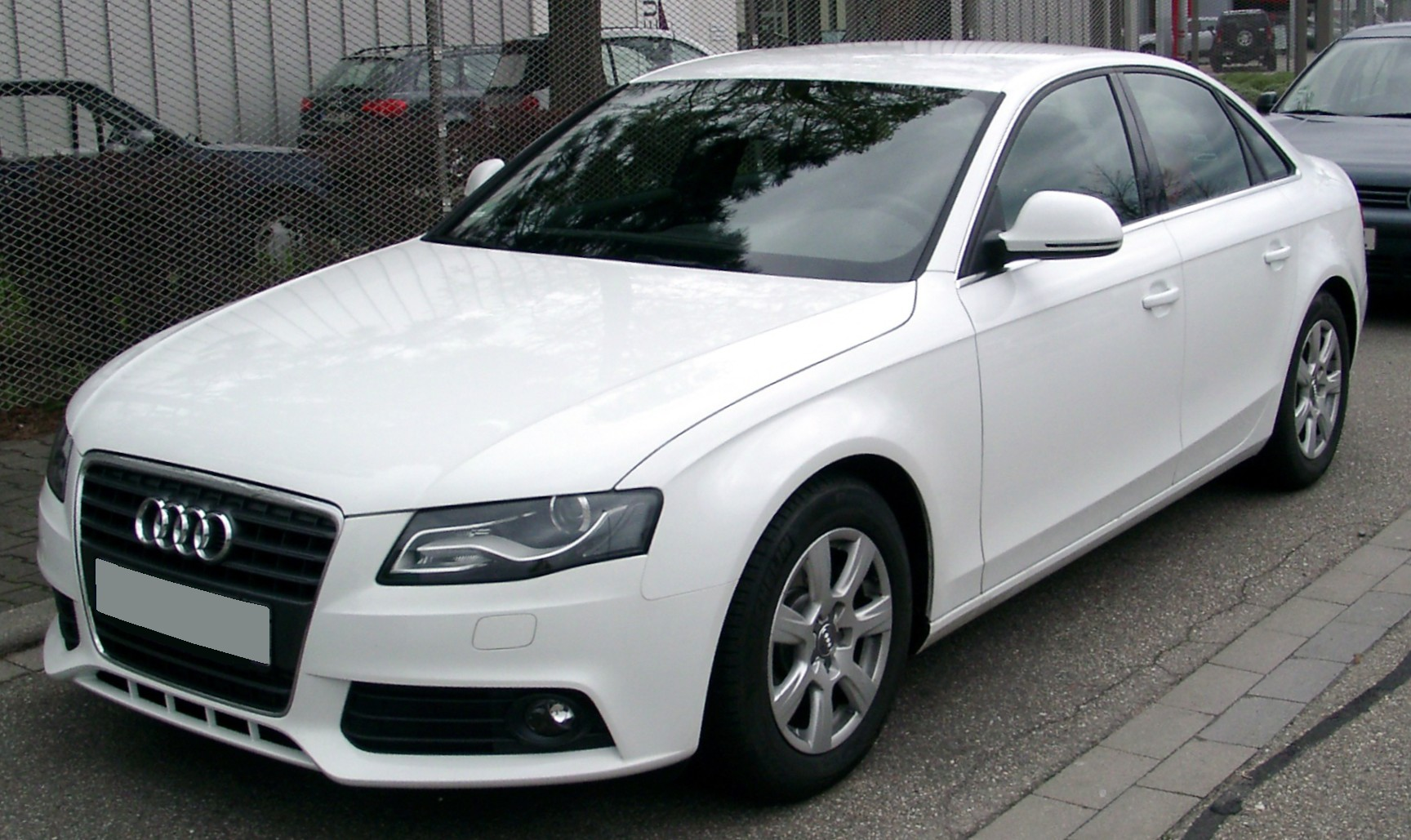
Audi A4 (B8). Den förra A4-modellen som bygger vidare på Audis formspråk och nu med en lite aggressivare framtoning.

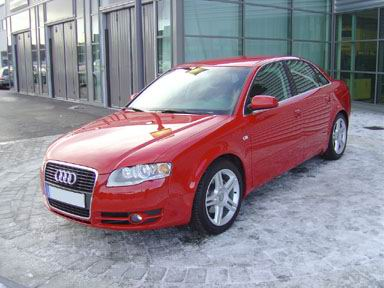
Audi A4 (B7). Den första A4-modellen med Audis nya formspråk med en djup, framträdande grill.

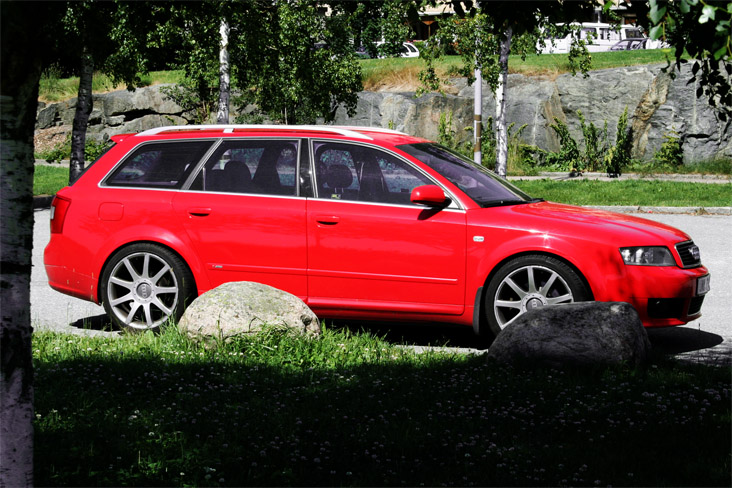
Audi S4 Avant av den äldre modellen.

Audi A4 är en personbil tillverkad av Audi och är märkets mellanklassmodell. Den ersatte Audi 80 år 1995 och är sedan 2015 inne på den femte generationen. Audi A4 finns som sedan, kombi och tvådörrars cabriolet. Sedan 2009 finns den även i modell kallad Audi A4 Allroad Quattro. Dessutom finns två sportversioner, Audi S4  och Audi RS4.
Bilen är i grundutförande framhjulsdriven, men finns med fyrhjulsdrivning (kallad Quattro). År 2002 lanserades steglös transmission (CVT) med namnet Multitronic, för vissa modeller.

## Prestandamodeller
- S4 B5 2.7 6cyl 265 hk Biturbo
- RS4 B5 2.7 6cyl 380 hk Biturbo
- S4 B7 4.2 8cyl 344 hk och ej direktinsprutning (FSI)
- RS4 B7 4.2 8cyl 420 hk FSI
- S4 B8 3.0 6cyl 333 hk FSI Kompressor

Obs! Multitronic-växellådan är ej valbar tillsammans med Quattro.
Den enda automatlådan som säljs tillsammans med Quattro är den 6vxl Tiptronic.
Men för att kunna få den kombinationen måste köparen välja ett större motoralternativ,
till exempel 2,0T, 3.2Fsi, 3.0TDI, S4.

## Modellgenerationer

### Första generationen (B51995-2001)
Första generationen lanserades i oktober 1994, med produktionsstart i november samma år. 
- Facelift 1999

Faceliftutförandet ser man på rektangulära sidoblinkers

### Tredje generationen (B72005-2008)
B7 är dock inte en helt ny bil utan mer av en större uppdatering av B6.
Ungefär 4000 komponenter är utbytta eller förändrade.

### Fjärde generationen (B82008-2016)
- Facelift B8.5 2013

Faceliftutförandet ser man på framlyktor mer som liknar framlyktorna på Audi A6 modell 2012. Men också Audis nya formspråk.

### Sjätte generationen (B102023-)
Nya karossen väntas komma 2023-2024.
Annan grill med lägre utförande och LED-strålkastare som standard.
Fyra uppdaterade turbomotorer på mellan 190 och 347 hästkrafter, från 40 TFSI till S4 TDI, och två av motoralternativen kommer med mildhybridsystem på 12 volt. Kraften förs över via växellådor med sju växlar (dubbelkopplingslådan S tronic) eller åtta (automatlådan tiptronic) beroende på motoralternativ.
Nytt för modellen är att motorn i S4 numera är en diesel med mildhybridsystem.

## Källhänvisningar
1. ↑  Värld, Teknikens. ”Audi S4 Avant | Provkörning”. https://teknikensvarld.se/provkorning-av-audi-s4-avant-330166/. Läst 16 oktober 2018.
2. ↑  ”14. Audi S4 | Tester | Expressen”. Allt om Bilar. 21 juli 2003. https://www.expressen.se/motor/tester/14-audi-s4/. Läst 16 oktober 2018.
3. ↑  Värld, Teknikens. ”Nya Audi RS4 Avant officiell – så mycket snabbare”. https://teknikensvarld.se/nya-audi-rs4-avant-officiell-sa-mycket-snabbare-531988/. Läst 16 oktober 2018.
4. ↑  ”TEST: Audi RS4 Avant – drömbilen för alla kombiälskare”. Allt om Bilar. 6 april 2018. https://www.expressen.se/motor/biltester/test-audi-rs4-avant-drombilen-for-alla-kombialskare/. Läst 16 oktober 2018.